# Drăgănescu
Drăgănescu est un village roumain faisant partie de la ville de Mihăileşti dans le județ de Giurgiu, en Valachie.

## Géographie
Le village est situé à une distance de 19 km au sud-ouest de Bucarest, à 49 km au nord de Giurgiu et à 147 km au sud de Brașov.
Au recensement de 2002, Drăgănescu comptait une population de 502 habitants.

## Curiosités
L'église locale, dédiée à saint Nicolas, a été décorée de peintures par le prêtre Arsenie Boca.